# 藤ノ宮通
藤ノ宮通（ふじのみやとおり）は、愛知県名古屋市西区・中村区の地名。

## 歴史

### 沿革
- 1934年（昭和9年）1月15日 - 西区栄生町の一部により、同区藤ノ宮通が成立する[1]。
- 1937年（昭和12年）10月1日 - 一部が中村区に編入され、同区藤ノ宮通が成立する[2]。
- 1940年（昭和15年）
  - 5月1日 - 中村区藤ノ宮通に同区則武町の一部が編入される[2]。
  - 5月18日 - 中村区藤ノ宮通に同区栄生町・則武町の各一部が編入される[2]。
- 1941年（昭和16年）1月15日 - 西区藤ノ宮通の一部が八坂町に編入される[3]。
- 1965年（昭和40年）6月28日 - 太道相互銀行中村支店栄生出張所が設置[4]。
- 1969年（昭和44年）
  - 5月1日 - 中京相互銀行成立に伴い、同栄生支店に昇格[4]。
  - 10月21日 - 中村区藤ノ宮通の一部が同区井深町・千原町[2]・佐古前町[5]にそれぞれ編入される。
- 1981年（昭和56年）4月29日 - 西区藤ノ宮通の一部が同区則武新町四丁目に編入される[6]。
- 1982年（昭和57年）2月21日 - 中京相互銀行栄生支店廃止[4]。
- 1984年（昭和59年）8月12日 - 中村区藤ノ宮通は全域が同区栄生町に編入され、消滅[2]。
- 1987年（昭和62年）10月12日 - 西区藤ノ宮通の一部が同区枇杷島一丁目に編入される[7]。

## 交通
- 名古屋市道名古屋環状線